# فلیکسزه
فلیکسزه (به آلمانی: Felixsee) یک شهر در آلمان است که در Döbern-Land واقع شده‌است. فلیکسزه ۲٬۳۳۶ نفر جمعیت دارد.